# Sexte (office)
Pour les articles homonymes, voir Sexte.

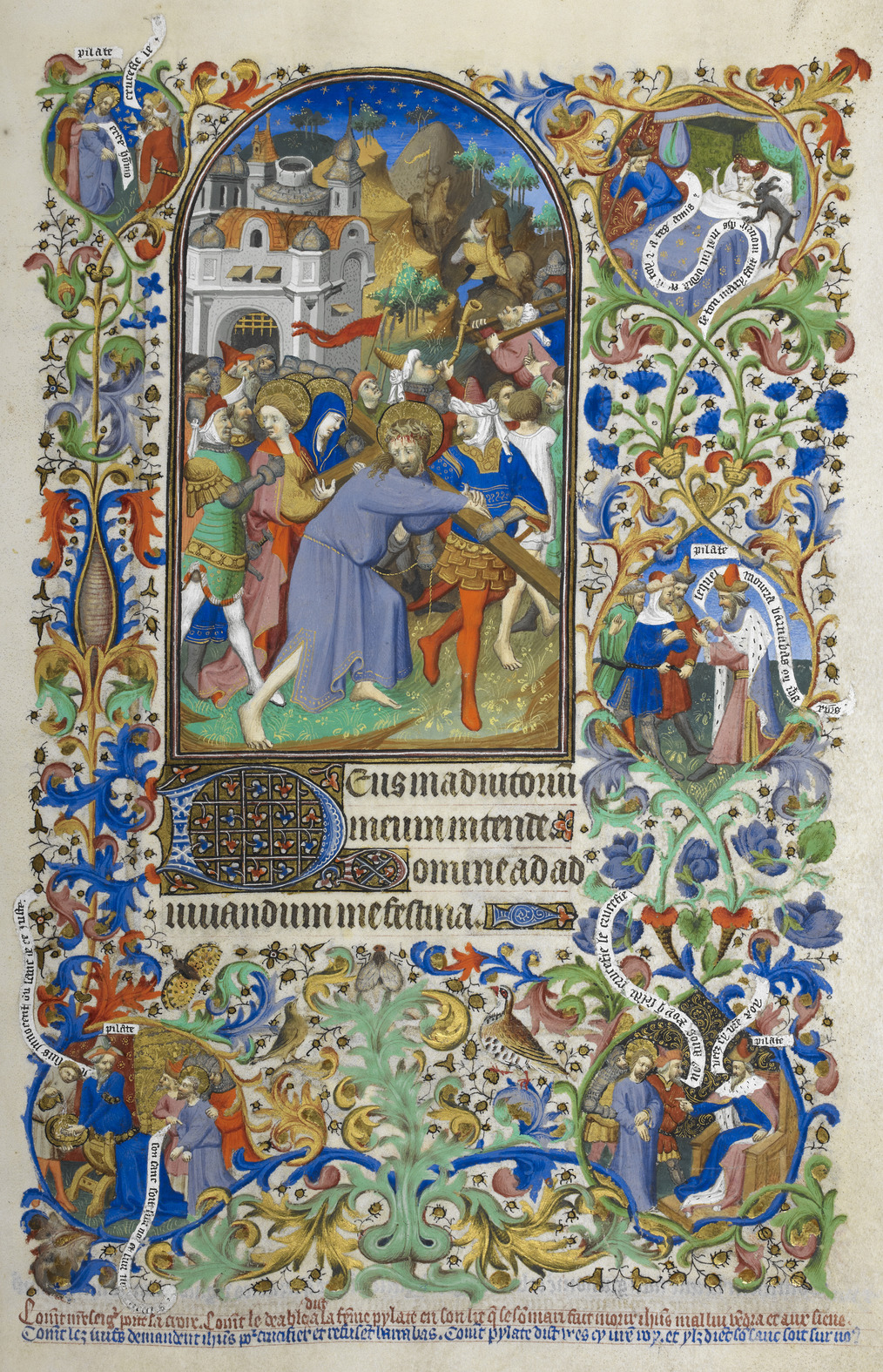
Illustration du Livre d'heures de Bedford ; Le Christ porte sa croix.

Sexte est la prière chrétienne de la sixième heure du jour (Midi) dans la liturgie des Heures (prière quotidienne chrétienne).
On l'appelle aussi l'office du milieu du jour, où il est coutume pour les laïcs surtout, avec Tierce et None, de ne réciter qu'une seule de ses trois prières sous ce nom.
Cet office commémore le moment où le Christ a été cloué sur la Croix : « Le sixième jour à la sixième heure, le Christ cloué sur la Croix a déchiré l'acte du péché d'Adam » (rite byzantin).
Dans le rite romain, il est composé d'une hymne, de trois psaumes (ou morceaux de psaumes), d'une petite lecture, un verset et d'une oraison. Certains monastères ajoutent, après la bénédiction finale (ou avant, selon les lieux) une antienne à la Vierge Marie.
Avec Tierce et None elle fait partie des trois prières dites du "milieu du jour", habituellement, c'est la seule des trois que l'on récite, à l'heure de midi. L'Angélus est l'autre prière quotidienne des pratiquants catholiques.
L'office de sexte est toujours pratiqué dans des monastères par les moines et les moniales.